# Маглиж
Маглиж (буг. Мъглиж) град је у Републици Бугарској, у средишњем делу земље, седиште истоимене општине Маглиж у оквиру Старозагорске области.

## Географија
Положај: Маглиж се налази у средишњем делу Бугарске. Од престонице Софије град је удаљен 260 km источно, а од обласног средишта, Старе Загоре град је удаљен 25 km северозападно.
Рељеф: Област Маглижа представља најсевернији део историјске покрајине Тракија. Град се сместио у пространој котлини, коју на северу ограничава главно било планинског ланца Балкана, а јужно мања планина, Средња Гора. Град се сместио у равничарском подручју, на приближно 380 m надморске висине.
Клима: Клима у Маглижу је измењено континентална клима.
Воде: Кроз Маглиж протиче река Тунџа.

## Историја
Област Маглижа је првобитно било насељено Трачанима, а после њих овом облашћу владају стари Рим и Византија. Јужни Словени ово подручје насељавају у 7. веку. Од 9. века до 1373. године област је била у саставу средњовековне Бугарске.
Крајем 14. века област Маглижа је пала под власт Османлија, који владају облашћу 5 векова.
Године 1885. град је постао део савремене бугарске државе. Насеље постоје убрзо средиште окупљања за села у околини, са више јавних установа и трговиштем.

## Становништво
| 1975. | 1985. | 1992. | 2001. |
| ----- | ----- | ----- | ----- |
| 4,358 | 3,920 | 3,784 | 3,629 |

По проценама из 2010. године Маглиж је имао око 3.500 становника. Огромна већина градског становништва су етнички Бугари. Остатак су махом Роми. Последњих 20ак година град губи становништво због удаљености од главних токова развоја у земљи.
Претежан вероисповест месног становништва је православље.

## Галерија
- Градска православна црква
- Споменик Септембарском устанку